# The Monkees
The Monkees — американский поп-рок-квартет, который записывался и выступал с концертами с 1966 по 1970 год и не раз воссоединялся в конце 1980-х, 1990-х, 2000-х и 2010-х годах. Первоначальный состав группы включал в себя американских актёров / музыкантов Микки Доленца, Майкла Несмита и Питера Торка, а также английского актёра / певца Дэйви Джонса. Группа была задумана в 1965 году кинопродюсером Бобом Рафельсоном и Бертом Шнайдером специально для ситуационного комедийного сериала «The Monkees», который транслировался с 1966 по 1968 год. Музыку группы изначально курировал продюсер Дон Киршнер при поддержке дуэта авторов песен Boyce and Hart.
После отмены телешоу в 1968 году The Monkees продолжали записывать музыку вплоть до 1970 года, после чего распались. Возрождение интереса к телешоу произошло в 1986 году, в результате чего последовали серии гастролей и новые записи. Группа воссоединилась и несколько раз гастролировала в разном составе (но всегда с Микки Доленцем и, по крайней мере, одним из других первоначальных участников). Джонс умер в феврале 2012 года, а Торк в феврале 2019 года, в результате чего Доленц и Несмит в 2021 году отправились в прощальный тур, закончившийся незадолго до смерти Несмита в конце года.
Музыканты стали одной из самых успешных групп 1960-х годов. «The Monkees» продали более 75 миллионов пластинок по всему миру, что сделало их одной из самых продаваемых групп всех времен с международными хитами, включая «Last Train to Clarksville», «I’m a Believer», «Pleasant Valley Sunday» и «Daydream Believer». Газеты и журналы сообщали, что в 1967 году Monkees превзошли по продажам The Beatles и The Rolling Stones вместе взятые, но Несмит признал в своей автобиографии «Infinite Tuesday», что это была ложь, которую он сказал репортеру.
Группа стала «американским ответом» группе The Beatles.

## История создания
В 1962 году режиссёр Боб Рафельсон разработал первоначальную концепцию «The Monkees», но не смог продать сериал. Он пытался продать его Revue, телевизионному подразделению Universal Pictures. В мае 1964 года, работая в Screen Gems, Рафельсон объединился с Бертом Шнайдером, чей отец, Абрахам Шнайдер, возглавлял подразделения Colpix Records и Screen Gems Television компании Columbia Pictures. Рафельсон и Шнайдер в конечном итоге создали Raybert Productions.
Фильм The Beatles «Вечер трудного дня» вдохновил Рафельсона и Шнайдера возродить идею Рафельсона о создании «The Monkees». 16 апреля 1965 года будучи продюсерами Raybert Productions, они продали шоу Screen Gems Television. Первоначальная идея Рафельсона и Шнайдера заключалась в том, чтобы задействовать существующую нью-йоркскую фолк-рок-группу Lovin 'Spoonful, которая в то время не была широко известна. Однако, Джон Себастьян уже подписал с группой контракт на звукозапись, который лишил бы Screen Gems права продавать музыку из шоу.
В сентябре 1964 года Дэйви Джонс подписал долгосрочный контракт на участие в телепрограммах Screen Gems, создание художественных фильмов для Columbia Pictures и запись музыки для лейбла Colpix. Рафельсон и Шнайдер уже имели его в виду для своего проекта после того, как их планы на Lovin 'Spoonful провалились. 14 июля 1965 года было публично объявлено о его участие в группе. 8-10 сентября 1965 года Daily Variety и The Hollywood Reporter разместили объявление о привлечении остальных участников группы / актёров для телешоу.
Из 437 претендентов на роль в телешоу были выбраны ещё трое: Майкл Несмит, Питер Торк и Микки Доленц. Несмит работал музыкантом с начала 1963 года и записывал и выпускал музыку под разными именами, включая Майкла Блессинга и «Майк, Джон и Билл», а также изучал драматическое искусство в колледже. Несмит был единственным, кто действительно видел рекламу в Daily Variety и The Hollywood Reporter. Торк, избранный последним, работал на сцене Гринвич-Виллидж в качестве музыканта и делил сцену с Питом Сигером. Он узнал о The Monkees от Стивена Стиллза, которого Рафельсон и Шнайдер не взяли в группу. Доленц был актёром, который в детстве снялся в сериале «Circus Boy» под сценическим псевдонимом Микки Брэддок. Он также играл на гитаре и пел в группе Missing Links, которая выпустила один сингл «Don’t Do It».
Участники группы The Monkees были впервые собраны вместе в 1965 году телеканалом NBC для съёмок в одноимённом телесериале о буднях современной рок-группы, образцом для которого послужил фильм The Beatles «Вечер трудного дня». Созданная изначально с целью участия в телесериалах, группа обрела успех в другой нише, использовав ажиотаж вокруг «британского вторжения».
Первый сингл The Monkees «Last Train to Clarksville» был выпущен в августе 1966 года, всего за несколько недель до телетрансляции. Первые трансляции телешоу 12 сентября 1966 года по телевизионной сети NBC и Columbia имели большой успех. Спустя месяц вышел первый одноимённый долгоиграющий альбом The Monkees. 13 недель он занимал первое место и оставался в чартах Billboard 78 недель. Двадцать лет спустя, во время их воссоединения, он провёл ещё 24 недели в чартах Billboard.
Довольная их первоначальными усилиями, Columbia (несмотря на возражения Киршнера, продюсера группы) планировала отправить The Monkees играть живые концерты. Группа дебютировала вживую в декабре 1966 года на Гавайях. Была снята целая серия с живой музыкой. 21 января 1967 года последнее шоу премьерного сезона, «Monkees on Tour», было снято в документальном стиле путем съемок концерта в Фениксе, штат Аризона. В 1968 году The Monkees гастролировали по Австралии и Японии.
Их второй альбом, «More of The Monkees», движимый их вторым синглом «I’m a Believer», стал самым продаваемым альбомом в их карьере, оставаясь 70 недель в чартах Billboard, № 1 в течение 18 недель, став третьим самым продаваемым альбомом 1960-х годов. (Альбом также вернулся в чарты в 1986 году ещё на 26 недель.)

### Киршнер иMore of the Monkees
Однако The Monkees жаловались, что музыкальная компания не разрешает им играть на их собственных инструментах на записях или использовать больше собственного материала. Эти жалобы усилились, когда Киршнер перенес запись трека из Калифорнии в Нью-Йорк, оставив группу вне музыкального процесса до тех пор, пока им не пришлось добавить свой вокал к завершенным трекам. Через четыре месяца после выхода их дебютного сингла в сентябре 1966 года, 16 января 1967 года, The Monkees провели свою первую сессию записи как полностью функционирующая, автономная группа, записав раннюю версию авторского сингла Несмита «The Girl I Knew Somewhere». Четыре дня спустя, 20 января 1967 года, их дебютный одноимённый альбом с запозданием вышел в Великобритании (он был выпущен в октябре 1966 года в США). В том же месяце Киршнер выпустил их второй альбом песен More of the Monkees, в котором без ведома группы участвовали сессионные музыканты. The Monkees были раздражены тем, что им даже не сообщили о выпуске заранее, что их мнение о выборе трека было проигнорировано, а также из-за дилетантской обложки, которая была просто фотографией четверых участников, сделанной для рекламы одежды JC Penney. Действительно, Monkees даже не получили копию альбома, им пришлось купить его в музыкальном магазине.
Кульминацией разлада между Киршнером и группой стал ожесточённый спор между Несмитом, Киршнером и адвокатом Colgems Records Хербом Моэлисом, который произошел в отеле Беверли-Хиллз в январе 1967 года. Киршнер вручил группе гонорарные чеки и золотые пластинки. Несмит ответил ультиматумом, потребовав изменить способ выбора и записи музыки The Monkees. Моэлис напомнил Несмиту, что у него контракт. Конфронтация закончилась тем, что Несмит пробил дыру в стене и сказал: «Это могло быть ваше лицо!» Однако каждый из членов, включая Несмита, принял чеки на сумму 250 000 долларов.
Увольнение Киршнера произошло в начале февраля 1967 года, когда он нарушил соглашение между Colgems и The Monkees о том, чтобы не выпускать материал, непосредственно созданный группой, вместе с другим материалом, произведенным Киршнером. Киршнер нарушил это соглашение, выпустив «A Little Bit Me, A Little Bit You», сочиненный и написанный Нилом Даймондом. Этот сингл был выпущен только в Канаде и был снят через пару недель.
Screen Gems владела правами на публикацию огромного количества материала, но участники The Monkees были первыми, кто имели право сделать выбор из многих новых песен.

## Независимость

### Headquarters and Pisces, Aquarius, Capricorn & Jones
Киршнер был уволен с должности музыкального руководителя, и в конце февраля 1967 года Несмит нанял бывшего басиста Turtles Дугласа Фартинга Хатлелида, более известного под своим сценическим псевдонимом Чип Дуглас, для продюсирования следующего альбома Monkees, который должен был стать первым альбомом Monkees, где они были единственными музыкантами, не считая баса и валторны. Этот альбом, Headquarters, наряду с их следующим, Pisces, Aquarius, Capricorn & Jones Ltd., послужил саундтреком ко второму сезону телешоу.
В марте 1967 года «The Girl I Knew Somewhere», сочиненная Несмитом и исполненная Доленцем, Несмитом, Торком и басистом Джоном Лондоном, была выпущена как сторона «Б» к третьему синглу The Monkees «A Little Bit Me, a Little Bit You», и он поднялся на 39 строчку в чартах. Сторона А поднялась на 2-ю позицию.
Четвёртый альбом The Monkees, Pisces, Aquarius, Capricorn & Jones Ltd., участвовал в создании музыки для телешоу, исключением являлся тот факт, что они сами теперь контролировали музыку и выбор песен. В альбоме они использовали смесь самих себя и сессионных музыкантов. Альбом выпущенный в ноябре 1967 года, стал четвёртым альбомом Monkees № 1 подряд, оставаясь № 1 в течение 5 недель. Он включал хитовый сингл «Pleasant Valley Sunday» (# 3 в чартах). Песня «What Am I Doing Hangin' 'Round?», записанная в июне 1967 года, рассматривается как веха в слиянии кантри и рока, несмотря на предыдущие рок-песни Несмита.
The Monkees решили отказаться от услуг Чипа Дугласа как продюсер, и, начиная с ноября 1967 года, они в основном выпускали свои песни. Именно в это время Майкл Несмит записал свой первый сольный альбом The Wichita Train Whistle Sings, джазовый инструментальный сборник интерпретаций композиций Несмита, аранжированный джазовым музыкантом Шорти Роджерсом.
The Birds, The Bees & The Monkees, пятый студийный альбом группы, вскоре после выхода в апреле 1968 года занял 3-е место в чартах Billboard. Это был первый альбом, выпущенный после того, как NBC объявила, что они не продлят контракт с The Monkees на третий сезон. Во время воссоединения в 1986 году он вернулся в чарты Billboard на 11 недель.

### Head
После отмены сериала «The Monkees» в феврале 1968 года, Рафельсон снял их в художественном фильме «Head». Шнайдер был исполнительным продюсером, и проект был написан и спродюсирован Бобом Рафельсоном в соавторстве с относительно неизвестным тогда Джеком Николсоном. Выпущенный в октябре 1968 года сингл с альбома «The Porpoise Song» достиг 62-й строчки в чартах Billboard. Эта психоделическая поп-песня была написана Гоффином и Кингом, ведущий вокал принадлежал Микки Доленцу, а бэк-вокал — Дэви Джонсу. Альбом саундтреков к фильму Head занял 45-е место в чартах Billboard. Члены The Monkees, в частности Несмит, называют альбом-саундтрек одним из главных достижений группы.

### Уход Торка, Instant Replay и The Monkees Present
Напряжение внутри группы нарастало. Питер Торк, сославшись на истощение, уволился, выкупив последние четыре года своего контракта с The Monkees по цене 150 000 долларов за год, что сегодня составляет примерно 1 050 000 долларов за год. Поскольку на тот момент The Monkees продюсировали свои собственные песни с очень небольшим участием других участников, они запланировали будущий двойной альбом (который в конечном итоге будет сокращен до The Monkees Present), на котором каждый участник будет отдельно выпускать одну сторону диска.
В феврале 1969 года был выпущен седьмой альбом The Monkees, Instant Replay, уже без участия Торка. Сингл с альбома «Tear Drop City» занял 56-е место в чартах Billboard США и 34-е место в австралийских чартах.
На протяжении 1969 года трио появлялось в качестве гостей в таких телевизионных программах, как The Glen Campbell Goodtime Hour, The Johnny Cash Show, Hollywood Squares и Laugh-In (Джонс также появлялся в Laugh-In отдельно от группы). У The Monkees также было договорное обязательство появляться в нескольких телевизионных рекламных роликах с Багз Банни для Kool-Aid.
В октябре 1969 года вышел их восьмой альбом The Monkees Present и достиг 100-го места в чартах Billboard. В него вошли сочиненные Несмитом синглы в стиле кантри-рок «Listen to the Band» и «Good Clean Fun» (выпущенные в сентябре 1969 году).

### Уход Несмита и Changes
Несмит покинул группу, чтобы продолжить записывать песни со своей собственной кантри-рок-группой Michael Nesmith & The First National Band, с которой он начал запись 10 февраля 1970 года. Его первый альбом с собственной группой назывался Magnetic South, и в то время, в апреле, когда он покинул The Monkees, он уже записывал песни для своего второго альбома Loose Salute. Доленц и Джонс записали девятый альбом Monkees, Changes.
В 1971 году Джонс выпустил одноимённый сольный альбом Davy Jones с синглом «Rainy Jane» / «Welcome to My Love». И Джонс, и Доленц выпустили несколько синглов в качестве сольных исполнителей за годы после первоначального распада The Monkees. Дуэт продолжал гастролировать на протяжении большей части 1970-х годов.

## Воссоединения и возрождения

### Dolenz, Jones, Boyce & Hart
В 1976 году сборник лучших хитов The Monkees Greatest Hits попал в чарты отчасти из-за повторов телесериала The Monkees по субботам. Этот LP был выпущен компанией Arista Records, которая к тому времени владела пленками The Monkees. На самом деле это были песни с более раннего (1972 года) LP под названием Refocus, который был выпущен лейблом Bell Records, также принадлежащим Screen Gems. Доленц и Джонс воспользовались этим, что бы начать сотрудничество с бывшими композиторами The Monkees Томми Бойсу и Бобби Харту, и отправиться в турне по Соединенным Штатам. С 1975 по 1977 год они успешно выступали на небольших площадках, таких как государственные ярмарки и парки развлечений. Они также выпустили альбом с новым материалом под названием Dolenz, Jones, Boyce & Hart. Несмит не был заинтересован в воссоединении. 4 июля 1976 года Торк присоединился к Доленцу, Джонсу, Бойсу и Харту на сцене Диснейленда в Анахайме, Калифорния, а также в 1977 году к Доленцу и Джонсу на сцене в Starwood в Голливуде.
Внезапное возрождение The Monkees в 1986 году помогло переместить первый официальный сингл Monkees 1971 года, «That Was Then, This Is Now», на 20 позицию в журнале Billboard.
В 1987 году появился новый телесериал «New Monkees».
В 1990-х годах The Monkees продолжили записывать новый материал. Группа также переиздала все оригинальные пластинки на компакт-диски, каждый из которых включал от трех до шести бонус-треков ранее не издававшихся песен.
В 1996 году был выпущен их одиннадцатый альбом Justus.
Трио Доленц, Джонс и Торк снова воссоединились для 30-летнего юбилейного тура. Полный квартет также появился в комедийном сериале ABC под названием Hey, Hey, It’s the Monkees, который был написан и снят Несмитом.
В 1997 году Торк, Джонс и Доленц гастролировали по Соединённым Штатам, после чего группа взяла ещё один перерыв до 2001 года, а затем снова воссоединилась для гастролей по Соединённым Штатам.
В октябре 2010 года Джонс заявил, что воссоединение по случаю 45-летия группы возможно. Биограф Monkees Эндрю Сандовал прокомментировал в The Hollywood Reporter, что он «потратил три года, уговаривая их выйти за рамки их недавних разногласий». Тур в честь 45-летия группы был последним с участием Джонса, который умер от сердечного приступа в возрасте 66 лет 29 февраля 2012 года. Вскоре после этого пошли слухи, что Несмит воссоединится с Доленцем и Торком после смерти Джонса.
В 2015 году Доленц и Торк гастролировали в рамках группы без участия Несмита.

### 2018–2021: Смерть Торка, Mike and Micky Show и смерть Несмита
В 2018 году Несмит гастролировал с возрожденной группой First National Band и заявил, что ведет переговоры с промоутерами о повторном турне с Доленцем. 20 февраля был объявлен тур под названием «The Monkees Present: The Mike and Micky Show», их первый тур в составе дуэта, Торк отказался от участия из-за желания сосредоточиться на своем новом сольном альбоме. Тур был прерван в июне 2018 года, и четыре концерта не были проведены из-за проблем со здоровьем у Несмита. В интервью журналу Rolling Stone, опубликованном 26 июля 2018 года, Несмит сообщил, что перенес операцию на сердце коронарного шунтирования. Он пролежал в больнице больше месяца. В сентябре 2018 года Несмит возобновил гастроли с First National Band Redux в сентябре 2018 года. В ноябре 2018 года Несмит и Доленц объявили, что к турне Mike and Micky Show было добавлено ещё восемь концертов. В июне 2019 года Несмит и Доленц гастролировали с шоу Mike and Micky Show в Австралии и Новой Зеландии.
12 октября 2018 года The Monkees выпустили рождественский альбом Christmas Party.
21 февраля 2019 года Питер Торк умер от рака. После смерти Торка Доленц и Несмит рассказали, что тот сообщил им, что он не будет достаточно здоров, чтобы присоединиться к ним в туре, что заставило Доленца и Несмита потребовать, чтобы концерты The Mike and Micky Show в 2018 году были отмечены как отдельный дуэт, а не концерты Monkees без Торка. Однако после смерти Торка все будущие концерты были приписаны Monkees.
После успеха тура The Mike and Micky Show Доленц и Несмит объявили о следующем туре под названием «Вечер с The Monkees», который состоялся в начале 2020 года. Однако тур был отложен из-за пандемии COVID-19. 4 мая 2021 года было объявлено, что перенесенные даты будут названы прощальным туром. Прощальный тур «The Monkees Farewell Tour» состоял из более чем 40 концертов в США с сентября по ноябрь; из-за ограничений, связанных с продолжающейся пандемией COVID-19, они не стали выступать в Канаде, Великобритании и Австралии. Последняя дата и финальное шоу в рамках Monkees Farewell Tour состоялись 14 ноября 2021 года в Greek Theatre в Лос-Анджелесе. В интервью Доленц не исключил, что дуэт сыграет разовые концерты в будущем после завершения тура. Тем не менее, он подчеркнул, что, поскольку оба участника дуэта будут стремительно приближаться к 80 годам к 2022/23 году, физические требования гастролей означают, что Monkees не будут проводить никаких дальнейших туров после 2021 года. У дуэта был запланирован ещё по крайней мере один концерт (отложенный из-за коронавируса), а также выступление в рамках круизного тура под хедлайнами Майка Лава и Брюса Джонстона из The Beach Boys, но можно предположить, что оба эти выступления были или будут отменены в свете финального концерта в Лос-Анджелесе и смерти Несмита.
В мае 2021 года Доленц выпустил сольный альбом Dolenz Sings Nesmith, в который вошли песни, написанные Несмитом и спродюсированные Кристианом Несмитом.
Несмит умер от сердечной недостаточности 10 декабря 2021 года, менее чем через месяц после финальной даты тура 2021 года. После смерти Несмита Доленц остаётся единственным оставшимся в живых участником группы. Памятные слова Несмиту от других музыкантов, поклонников и Доленца были размещены в социальных сетях.

## Участники
- Микки Доленц — ведущий и бэк-вокал, ритм-гитара, ударные, перкуссия, клавишные (1966—1971, 1976, 1986—1989, 1996—1997, 2001—2002, 2011—2021)
- Дэйви Джонс — ведущий и бэк-вокал, перкуссия, ударные, ритм-гитара, бас-гитара, клавишные (1966—1971, 1976, 1986—1989, 1996—1997, 2001—2002, 2011—2012; умер в 2012)
- Майкл Несмит — соло-гитара, клавишные, бэк и ведущий вокал (1966—1970, 1986, 1989, 1996—1997, 2012—2014, 2016, 2018—2021; умер в 2021)
- Питер Торк — бас-гитара, ритм-гитара, клавишные, бэк и иногда ведущий вокал (1966—1968, 1976, 1986—1989, 1995—1997, 2001, 2011—2018; умер в 2019)

## Дискография

### Студийные альбомы
- The Monkees (1966)
- More of The Monkees (1967)
- Headquarters (1967)
- Pisces, Aquarius, Capricorn & Jones Ltd. (1967)
- The Birds, The Bees & the Monkees (1968)
- Head (1968)
- Instant Replay (1969)
- The Monkees Present (1969)
- Changes (1970)
- Pool It! (1987)
- Justus (1996)
- Good Times! (2016)
- Christmas Party (2018)

### Синглы
- Last Train to Clarksville
- I'm a Believer
- Daydream Believer

## Туры
- North American Tour (1966–67)
- British Tour (1967)
- Pacific Rim Tour (1968)
- North American Tour (1969) (Доленц, Джонс, Несмит)
- 20th Anniversary World Tour (1986) (Доленц, Джонс, Торк)
- Here We Come Again Tour (1987–88)  (Доленц, Джонс, Торк), на большинстве концертов 1987 года выступал "Странный Эл" Янкович.
- The Monkees Live (1989) (Доленц, Джонс, Торк)
- The Monkees Summer Tour (1989) (Доленц, Джонс, Торк)
- Monkees: The 30th Anniversary Tour (1996) (Доленц, Джонс, Торк)
- Justus Tour (1997)
- North American Tour (1997) (Доленц, Джонс, Торк)
- U.S. Tour (2001) (Доленц, Джонс, Торк; Торк был исключён из тура в середине тура)
- Monkeemania Returns Tour (2001–2002) (Доленц, Джонс)
- An Evening with The Monkees: The 45th Anniversary Tour[англ.] (2011) (Доленц, Джонс, Торк)
- An Evening with The Monkees (конец 2012) (Доленц, Несмит, Торк)[45]
- A Midsummer's Night with the Monkees (лето 2013) (Доленц, Несмит, Торк)
- The Monkees Live in Concert (Spring 2014) (Доленц, Несмит, Торк)
- An Evening with the Monkees (2015) (Доленц, Несмит, Торк)
- 50th Anniversary Tour (2016) (Доленц, Торк с отдельными выступлениями Несмита)
- The Mike and Micky Show (2019) (Доленц, Несмит) (2019 под названием The Monkees)
- An Evening with the Monkees (2020; отменён)
- The Monkees Farewell Tour (конец 2021)

### Связанные туры, не относящиеся к Monkees
- The Great Golden Hits of The Monkees (1975–77) (Доленц, Джонс, Boyce and Hart[англ.])
- Sound of The Monkees (1986; 1987) (Джонс, Торк)
- Micky and Davy: Together Again (1994–95) (Доленц, Джонс)
- The Monkees Present: The Mike and Micky Show (2018–19)  (Доленц, Несмит) (ранние даты заявлены как дуэт Доленца и Несмита, а не как Monkees)